# Gabriel Deville (évêque)
Pour les articles homonymes, voir Deville.
Gabriel Deville, né à Latour-de-France (Languedoc) le 7 mai 1751  et mort à Latour-de-France (Pyrénées-Orientales) le 14 mai 1796, est un ecclésiastique qui fut évêque constitutionnel des Pyrénées-Orientales de 1791 à 1793.

## Biographie
Gabriel Deville nait en 1751 à Latour-de-France dans l'ancien diocèse d'Alet. Après le refus de serment de l'évêque Antoine-Félix de Leyris d'Esponchez, les électeurs des Pyrénées-Orientales élisent comme évêque constitutionnel le 30 janvier 1791 par 127 voix sur 166 l'abbé Molas curé de Palalda qui refuse. Leur choix se porte alors sur Gabriel Deville, curé de Saint-Paul-de-Fenouillet qui est élu le lendemain. Il est sacré à Paris le 1er mai 1791 par Jean-Baptiste Gobel et fait son entrée dans Perpignan le 14 mai. Il doit combattre contre l'ancien évêque auquel le clergé est demeuré majoritairement fidèle alors que seulement onze prêtres  séculiers sur une centaine ont prêté le serment constitutionnel. 
Lorsqu'en avril 1793 les armées espagnoles envahissent le Roussillon, il se réfugie auprès de l'évêque constitutionnel du département de l'Aube de peur de l'inquisition. Revenu à Perpignan il est menacé le 27 novembre par des jacobins et donne sa démission le 29 en spécifiant qu'il « renonce à ses anciennes erreurs et qu'ayant fait des dupes il ne voulait plus en faire ! ». Son apostasie est suivi de la fermeture des églises du diocèse le 18 février 1794. Il s'ensuit une totale confusion dans le clergé constitutionnel et l'on compte ensuite jusqu'à trois presbytères rivaux. Cette situation perdure jusqu'à l'élection contestée de Dominique-Paul Villa en 1798. Entre-temps on annonce à Paris, la mort  le 14 mai 1796 de Gabriel Deville « avec les sentiments du plus grand pénitent et après avoir reçu les sacrements »